# Литвинов, Алексей Игоревич
Алексей Игоревич Литвинов (укр. Олексій Ігорович Литвинов; 6 июля 1954, Харьков — 9 декабря 2014, Харьков) — украинский хореограф, судья танцевального шоу «Танцуют все!».

## Биография
Алексей Литвинов родился в 1954 году в Харькове. Начал заниматься танцами в 14 лет.
Окончил Харьковский государственный институт культуры (факультет хореографии), Всесоюзный государственный институт культуры, Харьковскую государственную академию физкультуры и спорта.
В 1979 году Литвинов стал основателем и руководителем народного ансамбля бального танца «Горизонт». 
В 2000 году стал заведующим кафедры бального танца Харьковской государственной академии культуры, и проработал в этой должности до 2011 года. Преподавал также в Киевском национальном университете культуры. Создал собственную студию танца «Litvinoff dance». Воспитал более 2 000 танцоров, принимал участие в организации более 50 фестивалей и конкурсов бального танца.
Выступал в качестве судьи на телевизионных проектах «Танцы со звёздами» (2006) и «Танцуют все!» (2008). В 2013 году входил в жюри и был хореографом на танцевальном телепроекте «Майданс-3».
Жена Литвинова — генеральный директор танцевального центра «Litvinoff dance» Анастасия Суярова. Дети — дочь Мария от первого брака, старший сын Ярослав.
В августе 2014 года стало известно о серьёзном ухудшении здоровья Алексея Литвинова, в связи с чем он оказался в больнице. По словам родных, Литвинов болел с 2012 года, когда ему диагностировали сахарный диабет и онкологическое заболевание. 9 декабря 2014 года, на следующий день после празднования 34-летия жены, Литвинов умер.